# Шарль Ференбак
Шарль Макс Ференбак (фр. Charles Fehrenbach, 29 квітня 1914 — 9 січня 2008) — французький астроном. 

## Наукова біографія
Народився в Страсбурзі, закінчив Страсбурзький університет.  У 1939-1941 викладав в ліцеї Сен-Шарль в Марселі, в 1941-1943 працював у Страсбурзькій обсерваторії.  З 1943 працював в обсерваторії Верхнього Провансу (з 1966 по 1983 — директор).  У 1948-1972 був також директором Марсельської обсерваторії, з 1948 — професор Марсельського університету.
Основні праці в області астроспектроскопії.  Виконав численні спектральні дослідження як стаціонарних, так і змінних зірок різних типів, особливо нових зірок, а також туманностей і комет.  Розробив метод визначення променевих швидкостей за допомогою об'єктивної призми, який заснований на вимірюванні відносних зміщень ліній на фотографіях спектрів, отриманих при двох різних орієнтаціях призми; успішно застосував цей метод для масового визначення променевих швидкостей на майданчиках неба. 
Був обраний членом Паризької АН (1968), членом Бельгійської королівської академії наук, літератури і витончених мистецтв (1973), членом-кореспондентом Міжнародної академії астронавтики, членом Бюро довгот у Парижі (1979), Лондонського королівського товариства, Афінської академії (1980), віце-президентом Міжнародного астрономічного союзу (1973-1979). 
Премія імені П.Ж.С.Жансена Французького астрономічного товариства (1959), велика наукова премія міста Парижа (1976), Золота медаль Національного центру наукових досліджень (1977). 
На його честь названо астероїд 3433 Ференбак.